# リア・デ・プッティ

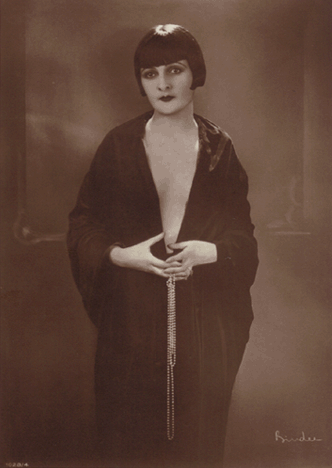
リア・デ・プッティ(1928年頃、アレクサンダー・ビンダー撮影)

リア・デ・プッティ（Lya De Putti、1897年1月10日 - 1931年11月27日）は、ハンガリーの女優。

## 生涯
1897年、オーストリア＝ハンガリー帝国のヴォイチツェ（現在はスロバキア）に4人兄弟の1人として生まれる。出生名はPutti Amália
。父親は騎兵隊将校のPutti Gyula、母親は（旧姓）Holyos Mária。
1913年、地方行政長官のSzepessy Zoltánと結婚。娘が2人生まれるが、1918年に離婚する。
ハンガリーでヴォードヴィル巡業、映画出演後、ベルリンに移る。
『ヴァリエテ』1925年のヴァンプ役で世界的に注目され、翌1926年2月、渡米。D・W・グリフィス監督の『サタンの嘆き』（1926年）に出演する。ナイトクラブのシーンは、アメリカ版では服を着ているが、ヨーロッパ版ではトップレスで演じている
。しかし、その後は鳴かず飛ばずで、1929年に映画界から引退、ブロードウェイを目指す。
1931年、ニューヨークの療養所で死去。34歳だった。所持金800ポンドとわずかの宝飾品しか持っていなかった。ニューヨークのファーンクリフ墓地に埋葬された。

## レガシー
- アメリカのポストロックバンドJessamineのCD『Jessamine』（1994年）には、『ヴァリエテ』のプッティの写真が使われている[5]。
- 映画『キャバレー』（1972年）の中で、サリー・ボールズ（ライザ・ミネリ）が友人に、好きな女優はリア・デ・プッティだと打ち明けるシーンがある。

## 出演作品
- A Császár katonái (1918、ハンガリー) - 主演
- Pe valurile fericirii (1920、ルーマニア) - 主演
- Zigeunerblut (1920、ドイツ) - 主演
- Du bist das Leben (1921、ドイツ)
- Das indische Grabmal (1921、ドイツ)
- Die Liebschaften des Hektor Dalmore  (1921、ドイツ)
- Treibende Kraft (1921、ドイツ)
- Ilona (1921、ドイツ) - 主演
- オセロ Othello (1922、ドイツ)
- 燃ゆる大地 Der brennende Acker (1922、ドイツ)
- ファントム（英語版） Phantom (1922、ドイツ)
- Die drei Marien und der Herr von Marana (1923、ドイツ)
- 決死の冒険 Die Schlucht des Todes (1923、ドイツ)
- 蝙蝠 Die Fledermaus (1923、ドイツ)
- S.O.S. Die Insel der Tränen (1923、ドイツ) - 主演
- Thamar, das Kind der Berge (1924、ドイツ) - 主演
- マルヴァ Malva (1924、ドイツ) - 主演
- Claire (1924、ドイツ) - 主演
- Im Namen des Kaisers (1925、ドイツ) - 主演
- Komödianten (1925、ドイツ) - 主演
- ヴァリエテ Varieté (1925、ドイツ) - ヒロイン
- 嫉妬 Eifersucht (1925、ドイツ) - 主演
- Manon Lescaut (1926、ドイツ) - 主演
- Junges Blut (1926、ドイツ) - 主演
- サタンの嘆き The Sorrows of Satan (1926、アメリカ)
- 燃ゆる唇 Prince of Tempters (1926、アメリカ)
- 神我に二十銭を賜う God Gave Me Twenty Cents (1926、アメリカ)
- The Heart Thief (1927、アメリカ)
- 珍戦花嫁争奪 Buck Privates (1928、アメリカ) - 主演
- 深夜の薔薇 Midnight Rose (1928、アメリカ) - 主演
- お転婆シャーロット Charlott etwas verrückt (1928、ドイツ) - 主演
- The Scarlet Lady (1928、アメリカ) - 主演
- 密告 The Informer (1929、イギリス) - 主演